# HD 100623
HD 100623 (HR 4458 / HIP 56452) és un estel situat en la constel·lació de l'Hidra Femella al sud de ξ Hydrae, a l'oest de β Hydrae i sud-est de χ¹ Hydrae. S'hi troba a 31'1 anys llum del Sistema Solar. Els estels més propers a HD 100623 són Gliese 433, a 1'7 anys llum, i el sistema HR 4523, a 4'4 anys llum.
HD 100623 és una sistema binari compost per una nana taronja de magnitud aparent +5'98, GJ 432 A (LHS 308), i una nana blanca de magnitud 15, GJ 432 B (LHS 309 / WD 1132-325).
GJ 432 A té tipus espectral K0V i una temperatura efectiva de 5.121 K. Té una massa de 0,81 masses solars i el seu radi és un 26% més petit que el del Sol. Gira sobre si mateixa amb una velocitat de rotació projectada de 0'7 km/s. Té el 36% de la lluminositat solar i la seva metal·licitat és considerablement més baixa que la del Sol, al voltant del 37% de la mateixa.
GJ 432 B és una nana blanca de tipus DC. Donada la proximitat de la seva companya, no s'ha pogut determinar amb exactitud la seva temperatura efectiva, però en qualsevol cas és inferior a 6.300 K. El semieix major entre les dues components és de 16,3 segons d'arc, cosa que correspon a una separació entre elles de 80'5 UA.